# The Silent Mystery
The Silent Mystery er en amerikansk stumfilm fra 1918 af Francis Ford.

## Medvirkende
- Francis Ford - Phil Kelly
- Mae Gaston - Betty Graham
- Rosemary Theby - Kah
- Jerome Ash - Van Berg
- Philip Ford - Chick